# Orxines
Orxines (altgriechisch Ορξίνης; gestorben 324 v. Chr.) war ein Nachfahre Kyros’ II. und Statthalter der Persis in der Zeit des Asienfeldzuges Alexanders des Großen.
Unter dem Oberbefehl des Orxines standen alle persischen Kontingente des Dareios III. in der Schlacht bei Gaugamela (1. Oktober 331 v. Chr.), die der persische Großkönig gegen Alexander den Großen ausfocht. Nachdem dessen Statthalter der Persis, Phrasaortes, im Jahr 327/326 v. Chr. gestorben war, bemächtigte sich Orxines der Hauptstadt Persepolis und ernannte sich selbst zum neuen Satrapen der Persis. Dies wurde durch die Abwesenheit Alexanders begünstigt, der zur selben Zeit in Indien weilte.
Nachdem Alexander aber 324 v. Chr. zurückgekehrt war, ließ er Orxines verurteilen und hängen. Neben der Amtsanmaßung wurde ihm eine Willkürherrschaft und die Plünderung des Kyros-Grabes in Pasargadae zur Last gelegt. Curtius Rufus schrieb hingegen, das Orxines ein Opfer der Machenschaften des Günstlings Bagoas wurde.
Alexander ernannte den Makedonen Peukestas zum neuen Statthalter der Persis.